# The Black and White Album
The Black And White Album – czwarty album zespołu The Hives. Został wydany 13 października 2007 roku.

## Lista utworów
Źródło:
1. "Tick Tick Boom" - 3:25
2. "Try it Again" - 3:29
3. "You Got it All... Wrong" - 2:42
4. "Well All Right!" - 3:29
5. "Hey Little World" - 3:22
6. "A Stroll Through Hive Manor Corridors" - 2:37
7. "Won't Be Long" - 3:46
8. "T.H.E.H.I.V.E.S." - 3:37
9. "Return the Favour" - 3:09
10. "Giddy Up!" - 2:51
11. "Square One Here I Come" - 3:10
12. "You Dress Up for Armageddon" - 3:09
13. "Puppet on a String" - 2:54
14. "Bigger Hole to Fill" - 3:37
15. "Hell No" - 2:19 (utwór dodatkowy)

## Producenci
Źródło:
- Dennis Herring (1, 2, 3, 7, 9, 11, 12)
- Pharrell Williams (4, 8)
- Jacknife Lee (5)
- The Hives (6, 10, 13)
- Thomas Öberg (14)